# Monsteroux-Milieu
Monsteroux-Milieu är en kommun i departementet Isère i regionen Auvergne-Rhône-Alpes i sydöstra Frankrike. Kommunen ligger i kantonen Beaurepaire som tillhör arrondissementet Vienne. År 2022 hade Monsteroux-Milieu 782 invånare.

## Befolkningsutveckling
Antalet invånare i kommunen Monsteroux-Milieu
Referens:INSEE